# 皇家特權 (英國)
英國的皇家特權（英語：Royal prerogative）是屬於英國君主（即「統治者」）的一套習慣性權威、特權和豁免權，並在英國受到承認。君主在國內被視為最高權威，或稱「唯一特權」，同時也是英國政府多項行政權力的根源。
特權權力過去由君主自行決定行使。然而，自19世紀起，根據慣例，君主在行使這些權力時需聽取首相或內閣的建議，並由後者對議會負責。儘管君主在憲法上仍有權在未接受首相或內閣建議的情況下行使皇家特權，但在實務上，通常只會在緊急情況或現有先例無法適用時才可能這樣做。
如今，皇家特權依然適用於英國政府的運作中，包括外交、國防和國家安全等領域。雖然君主在這些領域及其他事務上擁有顯著的憲法地位，但其行動自由受限，因為這些特權依慣例主要由首相、其他內閣大臣或政府官員來行使。

## 定義

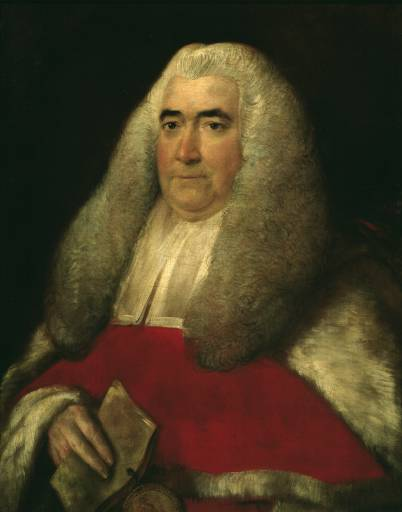
威廉·布萊克斯通認為，皇家特權是指任何只能由君主行使的權力。

皇家特權被形容為「一個極難充分定義的概念」，但某一類特權權力是否存在，則是屬於普通法的範疇，由法院作為最終裁決者來決定。19世紀著名的憲法理論家戴雪提出：
從歷史及事實角度來看，皇家特權無非是任何特定時期內，法律上留給君主的剩餘自由裁量或任意權力。皇家特權指的是君主原始權力中剩餘的部分……任何行政部門可以合法執行而無需議會法案授權的行為，都是基於這些特權。
儘管許多評論家遵循戴雪的觀點，但也有憲法學者更傾向於接受威廉·布萊克斯通在1760年代提出的定義：
「特權」一詞通常指的是國王因其君主身份而享有的，超越其他所有人並且超出普通法常規的特殊優越地位……這只能應用於國王獨享的權利和能力，而非那些與臣民共享的權利。
戴雪認為，任何君主進行超出法律規範的治理行為都屬於特權範疇，這與布萊克斯通的觀點不同。布萊克斯通認為，特權僅包括那些在英國境內其他任何個人或機構無法行使的權力，例如宣戰。布萊克斯通的特權概念，即具有排他性權力的特權，在1920年的德凱瑟皇家旅館案中受到帕默勳爵的青睞，但在1965年的緬甸石油公司案中，里德勳爵對此表示了疑慮。在相關案件中，法院並不需要明確區分這兩種觀點，而且由於直接涉及特權的案件稀少，法院可能永遠不會需要解決這一問題。

## 歷史
13世紀之前，英格蘭君主擁有至高無上的權力，但在14世紀和15世紀，這一權力受到「封建動亂復興」的制約。皇家特權是君主在不經他人同意的情況下行使權力的一種方式，但其範圍並不明確。理查二世於1387年首次嘗試從法律上界定這些特權的範圍。
這種「動盪」在16世紀逐漸平息，隨著亨利八世及其繼任者成為新教的英國國教會領袖，君主真正成為了獨立的統治者，因此不再對聖職者或教宗負責。儘管君主是「英國憲法中的主導力量」，法院仍承認議會的重要性，並未將君主視為全能。在《費雷爾案》（Ferrer's Case）中，亨利接受了這一限制，認為與議會合作統治，特別是在徵稅問題上，比單獨統治更能增強權力。托馬斯·史密斯爵士及其他當代作家則認為，君主無法在未獲得議會批准的情況下徵稅。

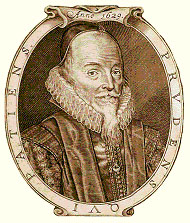
愛德華·科克爵士（1552–1634年）被認為是當時最重要的法學家，他的裁決幫助界定了皇家特權的界限。

亨利及其後裔通常會遵循法律裁決，儘管理論上他們並不受其約束。有人認為，他們認識到穩定的治理需要法律的建議和同意，而「都鐸時期的主要律師、政治家和公眾人物」一致認為，包括國王在內的所有人都應該受到法律的約束。儘管君主在使用特權時擁有「不受限制的自由裁量權」，但在法院對其使用設有條件或君主自己選擇設限的情況下，這一權力仍受到限制。
英格蘭的詹姆士一世在1607年的《禁止令案》中挑戰了這一共識，主張國王擁有神聖的權利，可以作為法官並根據自己的意願解釋普通法。然而，由愛德華·科克爵士領導的司法機構以「國王雖然不受任何個人約束，但仍然必須受到法律的約束」為理由，拒絕了這一觀點。科克還指出，國王在掌握足夠的法律知識之前，無權解釋法律，因為這「需要長期的學習和經驗才能掌握法律」。在1611年的《公告案》中，科克進一步裁定，君主只能行使現有的特權，不能創造新的特權。
1688年11月的光榮革命後，詹姆士二世被他的長女瑪麗二世及其丈夫威廉三世取代，二人根據《1689年權利法案》所列的條件接受王位。這些條件包括對皇家特權的限制，因為許多人認為詹姆士二世濫用了這些權力。該法案第1條規定，君主不得在未經議會同意的情況下暫停或執行法律，第4條則規定，君主不得利用特權在未經議會授權的情況下徵稅。該法案還允許議會在未來限制剩餘特權的使用，例如《1694年三年法案》，該法案要求君主在特定時間解散並召集議會。

## 特權權力

### 立法

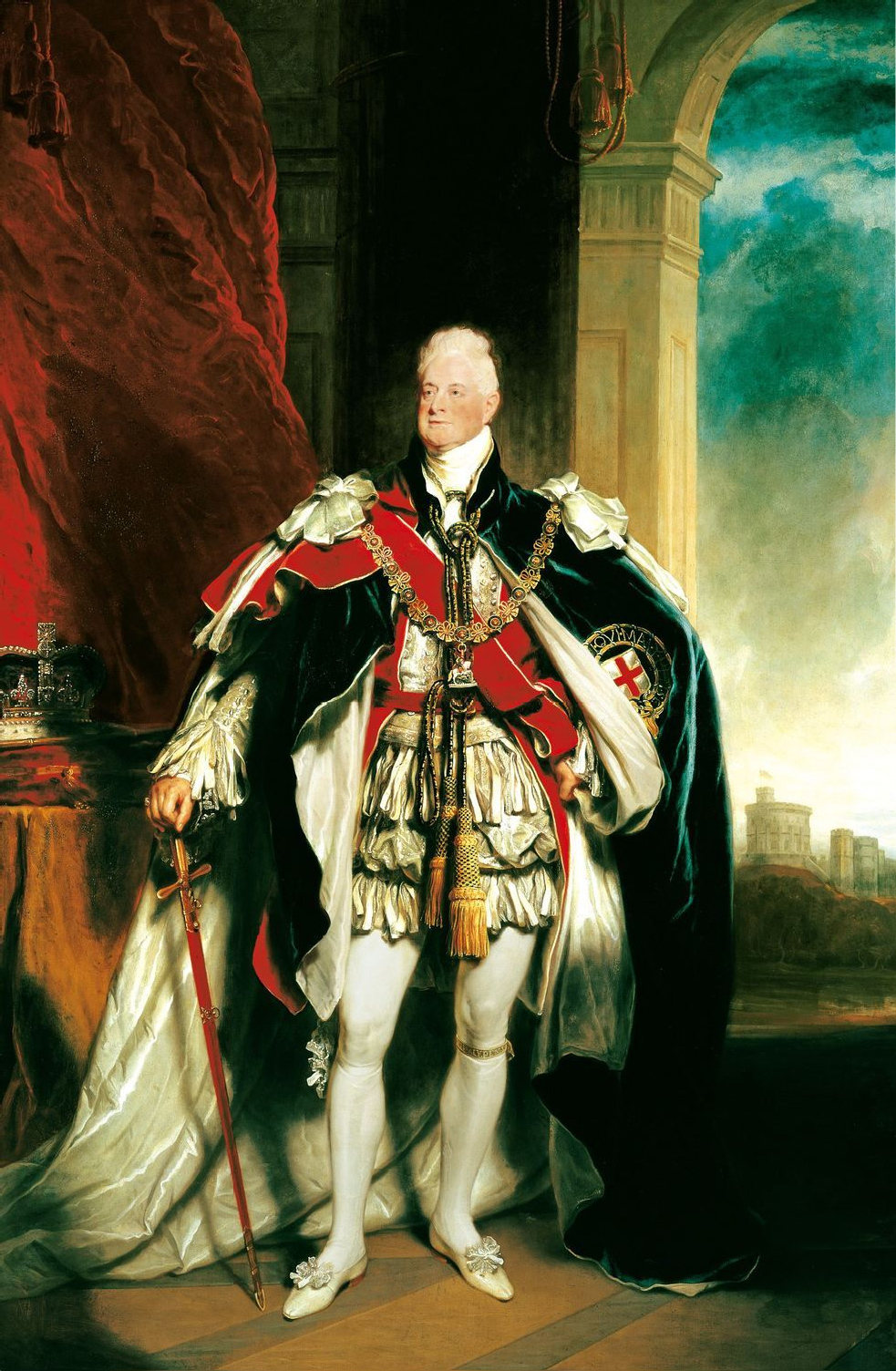
威廉四世是最後一位依靠皇家特權任意解散議會的君主。

解散議會的權力「或許是君主親自行使的特權中最重要的剩餘特權，也是最具爭議潛力的權力。」通常情況下，這項特權會在首相的要求下行使，無論是基於首相的自由裁量，還是在不信任動議通過後。憲法理論家對於今天君主是否可以單方面解散議會存在不同看法。艾佛·詹寧斯爵士認為，解散議會需要「獲得內閣大臣們的同意」，因此君主不能在沒有大臣同意的情況下解散議會；「如果大臣們拒絕提供這種建議，君主只能解僱他們。」然而戴雪認為，在某些極端情況下，君主可以單方面解散議會，前提是「有充分理由認為下議院的意見不代表選民的意見......當立法機構的意願與國民的意願不同或可能不同時，解散議會是允許的，甚至是必要的。」
君主可以經由拒絕御准來強制解散議會，這很可能會導致政府辭職。按照慣例，君主總是會對法案給予御准；上一次君主拒絕御准是在1708年安妮女王統治時期，當時她在內閣大臣建議下，拒絕了《蘇格蘭民兵法案》。然而，這並不意味著拒絕御准的權利已經消失，即使這與首相的意願相悖。喬治三世和喬治四世利用威脅行使皇家否決權，使得1800年至1829年間的天主教解放無法實現，而喬治五世也曾經在其私人律師（而非首相）的建議下，考慮否決《第三次愛爾蘭自治法案》。詹寧斯寫道：「國王始終認為，他不僅擁有法律權力，還擁有憲法權利來拒絕御准。」《2011年定期國會法》第3(2)條廢除了君主解散議會的皇家特權，但《2022年解散和召集議會法》廢除了2011年法案，恢復了這一特權。然而，2011年法案第6(1)條特別指出，君主的休會權力不受該法案影響。儘管如此，最高法院在2019年的《女王（米勒）訴首相及車麗訴蘇格蘭法律事務專員》案中判定，休會的特權並非絕對。

### 其他特權權力
君主還擁有行使其他特權的權力，這包括授予榮譽、管理武裝部隊以及進行教會任命。儘管大多數榮譽的授予通常由行政部門決定，但君主仍然是正式授予這些榮譽的人。不過，嘉德勳章、薊花勳章、功績勳章、皇家維多利亞勳章和皇家維多利亞鏈章完全由君主自行決定授予。在武裝部隊方面，君主是武裝部隊的最高統帥，成員的規範由皇家特權來管理。大多數法律法規不適用於武裝部隊，儘管某些領域，如軍事紀律，則由議會法案來規範。根據《1947年王室訴訟法》，君主是武裝部隊的唯一權威，因此其組織、部署和控制不能受到法院的質疑。這一特權權力的行使賦予君主權力來招募武裝部隊成員、任命委任軍官，並與外國政府簽訂協議，將部隊駐紮在他們的領土上。
特權賦予君主任命英國國教會主教和大主教的權力，並規範《欽定版聖經》的印刷和發行許可。

## 行使
現今，君主幾乎完全依據政府的建議來行使特權。萊蘭（Leyland）指出：
現任女王……透過每週與首相的會晤，與政府的權力行使保持密切聯繫，並在會晤期間獲得有關政府事務的全面簡報……但需要強調的是，首相並無義務考慮君主的意見。
簡而言之，特權是由首相和內閣以君主的名義來治理國家；雖然君主擁有「被諮詢的權利、鼓勵的權利和警告的權利」，但這些權利的行使並不涉及君主的自由裁量權。在警告權的範疇內，君主可以向首相提出重新考慮某個決策的理由，但最終決定權依然屬於首相。
現今，一些特權權力由內閣大臣直接行使，無需經過議會的批准，包括宣戰、媾和、簽發護照以及授予榮譽的權力。這些特權名義上由君主行使，但實際上是在首相（君主每週與其會晤）和內閣的建議下行使。英國政府的一些重要職能仍然依靠皇家特權來執行，但隨著越來越多的職能被納入法律框架，特權的使用也在逐步減少。

## 爭議
在英國參與2003年伊拉克战争前，首相東尼·布萊爾打破先例，為英國參與戰爭尋求國會的認可。然而，國會的決定在憲法上用語建議報告，因為實際由皇家決定。布萊爾表示如果國會不認可，他不會建議女王伊莉莎白二世行使皇家特權。由於布萊爾在英國下議院有工黨的壓倒性多數，而且有反對黨保守黨的支持，國會否決建議參與戰爭的議案的可能性很小。將來有較小多數的政府或在下議院的多數會在皇家特權的行使前尋求國會的認可仍有待觀察。克萊爾·肖特提出將把宣戰移除出皇家特權的私人草案。
前左翼工黨國會議員托尼·本在1990年代為英國皇家特權的廢除活動，主張所有實際上在首相和內閣的建議下被行使的政府權力應該服從國會的審查，并需要國會的認可。他的意圖沒有成功，後來政府主張這是由皇家特權涵蓋的議題的範疇，在特權目前使用的每件事例中要求國會的認可將吞沒國會的時間并減緩立法的制定。
在英國，發放護照的權力仍然在皇家特權下。政府使用皇家特權否認來自在關塔那摩灣美國海軍基地的美國監獄的美國政府容納并釋放的公民的護照。加入美國和贊比亞國籍的馬丁·穆班加是被否認護照的英國公民之一。

## 來源
- Barnett, Hilaire.  7th. Routledge-Cavendish. 2009. ISBN 978-0-415-45829-0.
- Bagehot, Walter. . Cambridge University Press. 2001. ISBN 978-0-511-05297-2.
- Carroll, Alex.  4th. Pearson Longman. 2007. ISBN 978-1-4058-1231-3.
- Chrimes, S. B. . Law Quarterly Review. 1956, lxxii: 365–390.
- Holdsworth, W. S. . Columbia Law Review (Columbia Law School). 1921, 21 (6): 554–571. ISSN 0010-1958. JSTOR 1111147. doi:10.2307/1111147.
- Keen, Maurice Hugh.  2003. Routledge. 1973. ISBN 978-0415272926. Chrimes, S. B. Richard II's questions to the judges 1387 in Law Quarterly Review lxxii: 365–90 (1956)
- Leyland, Peter; Anthony, Gordon.  6. Oxford University Press. 2009. ISBN 978-0-19-921776-2.
- Loveland, Ian.  5th. Oxford University Press. 2009. ISBN 978-0-19-921974-2.
- Ministry of Justice.  (PDF). 2009  [8 June 2014]. （原始内容 (PDF)存档于10 March 2011）.
- Waite, P. B. . The Canadian Journal of Economics and Political Science (Blackwell Publishing). 1959, 25 (2): 144–152. ISSN 0315-4890. JSTOR 139057. doi:10.2307/139057.
- Williams, D. G. T. . The Cambridge Law Journal (Cambridge University Press). ISSN 0008-1973.

## 外部連結
- 關於皇家特權的國會報告
- 使特權服從：加強大臣對國會的責任性（政府回應） （页面存档备份，存于）